# Quai d’Ivry
Der Quai d’Ivry ist eine Straße am Seineufer im 13. Arrondissement von Paris.
Der Quai beginnt an der Grenze zum Département Val-de-Marne und führt mehrspurig zum Pont National (Porte de la Gare). Er trägt diesen Namen, da er durch den ehemaligen Ort Ivry-sur-Seine führt.

## Geschichte
Der Teil zwischen der Grenze der alten Festungsanlage, dem Boulevard du Général d’Armée Jean Simon (Pont National), und der Rue Bruneseau, der früher Teil der N 19 war, liegt auf dem Gebiet von Ivry-sur-Seine, das per Dekret vom 18. April 1929 an Paris angeschlossen wurde.
Der Straßenverlauf des Quai d’Ivry wurde 1970 mit der Errichtung des Autobahnkreuzes Ivry der Pariser Ringstraße teilweise verändert.

## Sehenswürdigkeiten
- Nr. 5: Zwischen der Rue Bruneseau und dem Bolevard périphérique befindet sich das technische Planungsamt der Stadt Paris, auch genannt Cité Kagan, entworfen von Michel Kagan (1953–2009).[2]